# Calcio ai Giochi della V Olimpiade - Convocazioni

## Austria
Allenatore:  Jimmy Hogan
| N. | Pos. | Giocatore           | Data nascita (età)          | Pres. | Squadra        |
| -- | ---- | ------------------- | --------------------------- | ----- | -------------- |
|    | P    | Josef Kaltenbrunner | 22 gennaio 1888 (24 anni)   |       | Rapid Vienna   |
|    | P    | Otto Noll           | 24 luglio 1882 (29 anni)    |       | DFC Prag       |
|    | D    | Bernhard Graubart   | 22 dicembre 1888 (23 anni)  |       | DFC Prag       |
|    | D    | Ladislavs Kurpiel   | 13 novembre 1883 (28 anni)  |       | DFC Prag       |
|    | D    | Heinrich Retschury  | 5 gennaio 1887 (25 anni)    |       | First Vienna   |
|    | C    | Josef Brandstätter  | 7 novembre 1891 (20 anni)   |       | Rapid Vienna   |
|    | C    | Karl Braunsteiner   | 27 ottobre 1891 (20 anni)   |       | Wiener SC      |
|    | C    | Robert Cimera       | 17 settembre 1887 (24 anni) |       | DFC Prag       |
|    | C    | Jakob Swatosch      | 19 aprile 1891 (21 anni)    |       | Simmering      |
|    | C    | Franz Weber         | 3 luglio 1888 (23 anni)     |       | First Vienna   |
|    | A    | Gustav Blaha        | 1º gennaio 1888 (24 anni)   |       | Rapid Vienna   |
|    | A    | Leopold Grundwald   | 28 ottobre 1891 (20 anni)   |       | Rapid Vienna   |
|    | A    | Ludwig Hussak       | 31 luglio 1883 (28 anni)    |       | Wiener Amateur |
|    | A    | Robert Merz         | 25 novembre 1887 (24 anni)  |       | DFC Prag       |
|    | A    | Alois Müller        | 7 giugno 1890 (22 anni)     |       | Wiener SC      |
|    | A    | Leopold Neubauer    | 15 ottobre 1889 (22 anni)   |       | Wiener SC      |
|    | A    | Johann Studnicka    | 12 ottobre 1883 (28 anni)   |       | Wiener AC      |

## Danimarca
Allenatore:  Louis Østrup
| N. | Pos. | Giocatore              | Data nascita (età)          | Pres. | Squadra |
| -- | ---- | ---------------------- | --------------------------- | ----- | ------- |
|    | P    | Ludwig Drescher        | 21 luglio 1881 (30 anni)    |       | KB      |
|    | P    | Sophus Hansen          | 16 novembre 1889 (22 anni)  |       | Frem    |
|    | D    | Charles Buchwald       | 22 ottobre 1880 (31 anni)   |       | AB      |
|    | D    | Svend Aage Castella    | 15 marzo 1890 (22 anni)     |       | KB      |
|    | D    | Harald Hansen          | 14 marzo 1884 (28 anni)     |       | B.93    |
|    | C    | Paul Berth             | 7 aprile 1890 (22 anni)     |       | AB      |
|    | C    | Axel Dyrberg           | 9 novembre 1889 (22 anni)   |       | B 1903  |
|    | C    | Emil Jørgensen         | 7 febbraio 1882 (30 anni)   |       | B.93    |
|    | C    | Ivar Lykke             | 7 marzo 1889 (23 anni)      |       | KB      |
|    | C    | Viggo Malmqvist        | 5 gennaio 1892 (20 anni)    |       | B.93    |
|    | C    | Nils Middelboe         | 18 ottobre 1887 (24 anni)   |       | KB      |
|    | A    | Hjalmar Christoffersen | 1º dicembre 1889 (22 anni)  |       | Frem    |
|    | A    | Christian Morville     | 3 dicembre 1891 (20 anni)   |       | KB      |
|    | A    | Poul Nielsen           | 25 dicembre 1891 (20 anni)  |       | KB      |
|    | A    | Sophus Nielsen         | 15 marzo 1888 (24 anni)     |       | Frem    |
|    | A    | Oskar Nielsen          | 4 ottobre 1882 (29 anni)    |       | KB      |
|    | A    | Anton Olsen            | 14 settembre 1889 (22 anni) |       | B.93    |
|    | A    | Axel Petersen          | 10 dicembre 1887 (24 anni)  |       | Frem    |
|    | A    | Axel Thufason          | 11 novembre 1889 (22 anni)  |       | B.93    |
|    | A    | Vilhelm Wolfhagen      | 11 novembre 1889 (22 anni)  |       | KB      |

## Finlandia
Allenatore: commissione tecnica
| N. | Pos. | Giocatore          | Data nascita (età)         | Pres. | Squadra         |
| -- | ---- | ------------------ | -------------------------- | ----- | --------------- |
|    | P    | Gustaf Holmström   | 27 novembre 1888 (23 anni) |       | HIFK            |
|    | P    | August Syrjäläinen | 24 aprile 1891 (21 anni)   |       | Viipurin Reipas |
|    | D    | Jalmari Holopainen | 29 giugno 1892 (20 anni)   |       | HJK             |
|    | D    | Gösta Löfgren      | 8 settembre 1891 (20 anni) |       | HIFK            |
|    | C    | Viljo Lietola      | 25 ottobre 1888 (23 anni)  |       | HJK             |
|    | C    | Knut Lund          | 17 luglio 1891 (20 anni)   |       | HIFK            |
|    | C    | Eino Soinio        | 12 novembre 1894 (17 anni) |       | HJK             |
|    | C    | Kaarlo Soinio      | 28 gennaio 1888 (24 anni)  |       | HJK             |
|    | A    | Algoth Niska       | 5 dicembre 1888 (23 anni)  |       | HIFK            |
|    | A    | Artturi Nyyssönen  | 1º maggio 1892 (20 anni)   |       | HJK             |
|    | A    | Jarl Öhman         | 14 novembre 1891 (20 anni) |       | HIFK            |
|    | A    | Lars Schybergson   | 7 dicembre 1894 (17 anni)  |       | Kiffen          |
|    | A    | Lauri Tanner       | 20 novembre 1890 (21 anni) |       | HJK             |
|    | A    | Bror Wiberg        | 14 giugno 1890 (22 anni)   |       | HIFK            |
|    | A    | Ragnar Wickström   | 12 novembre 1892 (19 anni) |       | Kiffen          |

## Germania
Allenatore: commissione tecnica
| N. | Pos. | Giocatore       | Data nascita (età)          | Pres. | Squadra                |
| -- | ---- | --------------- | --------------------------- | ----- | ---------------------- |
|    | P    | Albert Weber    | 21 novembre 1888 (23 anni)  |       | Vorwärts 90 Berlin     |
|    | P    | Adolf Werner    | 19 ottobre 1886 (25 anni)   |       | Victoria Amburgo       |
|    | D    | Walter Hempel   | 12 agosto 1887 (24 anni)    |       | Sportfreunde Lipsia    |
|    | D    | Ernst Hollstein | 9 dicembre 1886 (25 anni)   |       | Karlsruher FV          |
|    | D    | Hans Reese      | 17 settembre 1891 (20 anni) |       | Holstein Kiel          |
|    | D    | Helmut Röpnack  | 23 settembre 1884 (27 anni) |       | Viktoria Berlino       |
|    | C    | Hermann Bosch   | 10 marzo 1891 (21 anni)     |       | Karlsruher FV          |
|    | C    | Max Breunig     | 12 novembre 1888 (23 anni)  |       | Karlsruher FV          |
|    | C    | Karl Burger     | 26 dicembre 1883 (28 anni)  |       | Fürth                  |
|    | C    | Josef Glaser    | 11 maggio 1887 (25 anni)    |       | Freiburger             |
|    | C    | Julius Hirsch   | 7 aprile 1892 (20 anni)     |       | Karlsruher FV          |
|    | C    | Georg Krogmann  | 4 settembre 1886 (25 anni)  |       | Holstein Kiel          |
|    | C    | Camillo Ugi     | 21 dicembre 1884 (27 anni)  |       | Sportfreunde Breslau   |
|    | A    | Fritz Förderer  | 5 gennaio 1888 (24 anni)    |       | Karlsruher FV          |
|    | A    | Gottfried Fuchs | 3 maggio 1889 (23 anni)     |       | Karlsruher FV          |
|    | A    | Adolf Jäger     | 31 marzo 1889 (23 anni)     |       | Altona 93              |
|    | A    | Eugen Kipp      | 26 febbraio 1885 (27 anni)  |       | Sportfreunde Stoccarda |
|    | A    | Emil Oberle     | 16 novembre 1889 (22 anni)  |       | KFC Phönix             |
|    | A    | Otto Thiel      | 23 novembre 1891 (20 anni)  |       | Preußen Berlino        |
|    | A    | Karl Uhle       | 16 luglio 1887 (24 anni)    |       | VfB Lipsia             |
|    | A    | Karl Wegele     | 27 settembre 1887 (24 anni) |       | KFC Phönix             |
|    | A    | Willi Worpitzky | 25 agosto 1886 (25 anni)    |       | Viktoria Berlino       |

## Russia
Allenatore:  Georg Duperron —  Robert Ful'da
| N. | Pos. | Giocatore          | Data nascita (età)         | Pres. | Squadra                |
| -- | ---- | ------------------ | -------------------------- | ----- | ---------------------- |
|    | P    | Pëtr Borejša       | 1º gennaio 1885 (27 anni)  |       | Neva                   |
|    | P    | Lev Favorskij      | 1º gennaio 1893 (19 anni)  |       | SKS Mosca              |
|    | D    | Vladimir Markov    | 20 gennaio 1889 (23 anni)  |       | Sport San Pietroburgo  |
|    | D    | Fëdor Rimša        | 1º gennaio 1891 (21 anni)  |       | SKS Mosca              |
|    | D    | Pëtr Sokolov       | 28 dicembre 1890 (21 anni) |       | Unitas San Pietroburgo |
|    | C    | Andrej Akimov      | 1º gennaio 1888 (24 anni)  |       | KSO                    |
|    | C    | Nikita Chromov     | 1º gennaio 1892 (20 anni)  |       | Unitas San Pietroburgo |
|    | C    | Michail Jakovlev   | 1º gennaio 1892 (20 anni)  |       | Unitas San Pietroburgo |
|    | C    | Nikolaj Kynin      | 1º gennaio 1892 (20 anni)  |       | KSO                    |
|    | C    | Aleksej Uverskij   | 14 febbraio 1886 (26 anni) |       | Sport San Pietroburgo  |
|    | C    | Vladimir Vlasenko  | 14 gennaio 1881 (31 anni)  |       | Merkur                 |
|    | A    | Vasilij Butusov    | 7 febbraio 1892 (20 anni)  |       | Unitas San Pietroburgo |
|    | A    | Aleksandr Filippov | 1º gennaio 1892 (20 anni)  |       | KFS Mosca              |
|    | A    | Sergej Filippov    | 2 luglio 1893 (18 anni)    |       | Kolomjagi              |
|    | A    | Grigorij Nikitin   | 1º gennaio 1889 (23 anni)  |       | Sport San Pietroburgo  |
|    | A    | Leonid Smirnov     | 1º gennaio 1889 (23 anni)  |       | Union Mosca            |
|    | A    | Michail Smirnov    | 1º gennaio 1892 (20 anni)  |       | Union Mosca            |
|    | A    | Jal'mar Teravajn   | 24 agosto 1887 (24 anni)   |       |                        |
|    | A    | Vasilij Žitarev    | 1º gennaio 1891 (21 anni)  |       | ZKS Mosca              |

## Italia
Allenatore:  Vittorio Pozzo
| N. | Pos. | Giocatore                  | Data nascita (età)          | Pres. | Squadra      |
| -- | ---- | -------------------------- | --------------------------- | ----- | ------------ |
|    | P    | Piero Campelli             | 20 dicembre 1893 (18 anni)  |       | Inter        |
|    | D    | Angelo Binaschi            | 15 gennaio 1889 (23 anni)   |       | Pro Vercelli |
|    | D    | Renzo De Vecchi            | 3 febbraio 1894 (18 anni)   |       | Milan        |
|    | D    | Modesto Valle              | 15 marzo 1893 (19 anni)     |       | Pro Vercelli |
|    | C    | Carlo De Marchi            | 25 marzo 1890 (22 anni)     |       | Torino       |
|    | C    | Pietro Leone               | 13 gennaio 1888 (24 anni)   |       | Pro Vercelli |
|    | C    | Giuseppe Milano            | 26 settembre 1887 (24 anni) |       | Pro Vercelli |
|    | C    | Vittorio Morelli di Popolo | 11 maggio 1888 (24 anni)    |       | Torino       |
|    | A    | Luigi Barbesino            | 1º maggio 1894 (18 anni)    |       | Casale       |
|    | A    | Felice Berardo             | 6 luglio 1888 (23 anni)     |       | Pro Vercelli |
|    | A    | Franco Bontadini           | 7 gennaio 1893 (19 anni)    |       | Inter        |
|    | A    | Edoardo Mariani            | 5 marzo 1893 (19 anni)      |       | Genoa        |
|    | A    | Enrico Sardi               | 1º aprile 1891 (21 anni)    |       | Andrea Doria |
|    | A    | Enea Zuffi                 | 27 dicembre 1891 (20 anni)  |       | Juventus     |

## Norvegia
Allenatore:  Vince Hayes
| N. | Pos. | Giocatore           | Data nascita (età)         | Pres. | Squadra    |
| -- | ---- | ------------------- | -------------------------- | ----- | ---------- |
|    | P    | Julius Clementz     | 24 maggio 1890 (22 anni)   |       | Mercantile |
|    | P    | Ingolf Pedersen     | 7 dicembre 1890 (21 anni)  |       | Odd        |
|    | D    | Macken Aas          | 12 dicembre 1886 (25 anni) |       | Mercantile |
|    | D    | Einar Friis Baastad | 8 maggio 1890 (22 anni)    |       | Mercantile |
|    | D    | Paul Due            | 19 maggio 1889 (23 anni)   |       | Lyn Oslo   |
|    | D    | Per Skou            | 20 maggio 1891 (21 anni)   |       | Lyn Oslo   |
|    | C    | Gunnar Andersen     | 18 marzo 1890 (22 anni)    |       | Lyn Oslo   |
|    | C    | Thoralf Grubbe      | 20 luglio 1891 (20 anni)   |       | Odd        |
|    | C    | Charles Herlofson   | 15 giugno 1891 (21 anni)   |       | Mercantile |
|    | C    | Sverre Jensen       | 22 gennaio 1893 (19 anni)  |       | Ready      |
|    | C    | Harald Johansen     | 9 ottobre 1887 (24 anni)   |       | Mercantile |
|    | C    | Marius Lund         | 1º febbraio 1888 (24 anni) |       | Odd        |
|    | A    | Rolf Aas            | 12 ottobre 1891 (20 anni)  |       | Mercantile |
|    | A    | Sigurd Brekke       | 15 ottobre 1890 (21 anni)  |       | Mercantile |
|    | A    | Hans Endrerud       | 13 ottobre 1885 (26 anni)  |       | Mercantile |
|    | A    | Kaare Engebretsen   | 22 agosto 1893 (18 anni)   |       | Mercantile |
|    | A    | Per Haraldsen       | 5 dicembre 1892 (19 anni)  |       | Odd        |
|    | A    | Kristian Krefting   | 9 febbraio 1891 (21 anni)  |       | Lyn Oslo   |
|    | A    | Erling Maartmann    | 3 novembre 1887 (24 anni)  |       | Lyn Oslo   |
|    | A    | Rolf Maartmann      | 3 novembre 1887 (24 anni)  |       | Lyn Oslo   |
|    | A    | Carl Pedersen       | 27 marzo 1891 (21 anni)    |       | Urædd      |
|    | A    | Henry Reinholdt     | 16 gennaio 1890 (22 anni)  |       | Odd        |

## Paesi Bassi
Allenatore:  Edgar Chadwick
| N. | Pos. | Giocatore           | Data nascita (età)         | Pres. | Squadra          |
| -- | ---- | ------------------- | -------------------------- | ----- | ---------------- |
|    | P    | Just Göbel          | 21 novembre 1891 (20 anni) |       | Vitesse          |
|    | P    | Wim van Eck         | 13 marzo 1893 (19 anni)    |       | GVC              |
|    | D    | Piet Bouman         | 14 ottobre 1892 (19 anni)  |       | Dordrecht        |
|    | D    | Constant Feith      | 3 agosto 1884 (27 anni)    |       | HVV              |
|    | D    | David Wijnveldt     | 15 dicembre 1891 (20 anni) |       | Koninklijke UD   |
|    | C    | Joop Boutmy         | 29 aprile 1894 (18 anni)   |       | HBS              |
|    | C    | Bok de Korver       | 27 gennaio 1883 (29 anni)  |       | Sparta Rotterdam |
|    | C    | Nico de Wolf        | 27 ottobre 1887 (24 anni)  |       | Koninklijke HFC  |
|    | C    | Gé Fortgens         | 10 luglio 1887 (24 anni)   |       | Ajax             |
|    | C    | Dirk Lotsij         | 3 luglio 1882 (29 anni)    |       | Dordrecht        |
|    | A    | Nico Bouvij         | 11 luglio 1892 (19 anni)   |       | Dordrecht        |
|    | A    | Huug de Groot       | 7 maggio 1890 (22 anni)    |       | Sparta Rotterdam |
|    | A    | Cees ten Cate       | 20 agosto 1890 (21 anni)   |       | Koninklijke HFC  |
|    | A    | Jan van Breda Kolff | 18 gennaio 1894 (18 anni)  |       | HVV              |
|    | A    | Jan van der Sluis   | 29 aprile 1889 (23 anni)   |       | VOC              |
|    | A    | Jan Vos             | 17 aprile 1888 (24 anni)   |       | UVV              |

## Regno Unito
Allenatore:  Adrian Birch
| N. | Pos. | Giocatore         | Data nascita (età)          | Pres. | Squadra              |
| -- | ---- | ----------------- | --------------------------- | ----- | -------------------- |
|    | P    | Horace Bailey     | 3 luglio 1881 (30 anni)     |       | Birmingham City      |
|    | P    | Ronald Brebner    | 23 settembre 1881 (30 anni) |       | Huddersfield Town    |
|    | D    | Tommy Burn        | 29 novembre 1888 (23 anni)  |       | London Caledonians   |
|    | D    | Arthur Knight     | 7 settembre 1887 (24 anni)  |       | Portsmouth           |
|    | D    | William Martin    | 23 marzo 1885 (27 anni)     |       | Huddersfield Town    |
|    | D    | Douglas McWhirter | 13 agosto 1886 (25 anni)    |       | Bromley              |
|    | C    | Joe Dines         | 12 aprile 1886 (26 anni)    |       | Ilford               |
|    | C    | Ted Hanney        | 19 gennaio 1889 (23 anni)   |       | Reading              |
|    | C    | Harry Littlewort  | 7 luglio 1882 (29 anni)     |       | Glossop              |
|    | C    | Harry Stamper     | 6 ottobre 1889 (22 anni)    |       | Stockton             |
|    | C    | Gordon Wright     | 3 ottobre 1884 (27 anni)    |       | Hull City            |
|    | A    | Arthur Berry      | 3 gennaio 1888 (24 anni)    |       | Wrexham              |
|    | A    | Leonard Dawe      | 3 novembre 1889 (22 anni)   |       | Cambridge University |
|    | A    | Gordon Hoare      | 18 aprile 1884 (28 anni)    |       | Glossop              |
|    | A    | Sidney Sanders    | 9 giugno 1890 (22 anni)     |       | Nunhead              |
|    | A    | Ivan Sharpe       | 15 giugno 1889 (23 anni)    |       | Derby County         |
|    | A    | Harold Walden     | 10 ottobre 1887 (24 anni)   |       | Bradford City        |
|    | A    | Vivian Woodward   | 6 giugno 1879 (33 anni)     |       | Chelsea              |

## Svezia
Allenatore:  Charles Bunyan
| N. | Pos. | Giocatore               | Data nascita (età)          | Pres. | Squadra        |
| -- | ---- | ----------------------- | --------------------------- | ----- | -------------- |
|    | P    | Erik Bergqvist          | 20 giugno 1891 (21 anni)    |       | IFK Stoccolma  |
|    | P    | Josef Börjesson         | 15 aprile 1891 (21 anni)    |       | Göteborgs FF   |
|    | D    | Erik Bergström          | 6 gennaio 1886 (26 anni)    |       | Örgryte        |
|    | D    | Jacob Levin             | 22 novembre 1890 (21 anni)  |       | Örgryte        |
|    | D    | Theodor Malm            | 23 ottobre 1889 (22 anni)   |       | AIK            |
|    | D    | Henning Svensson        | 19 ottobre 1891 (20 anni)   |       | IFK Göteborg   |
|    | D    | Konrad Törnqvist        | 17 luglio 1888 (23 anni)    |       | IFK Göteborg   |
|    | C    | Götrik Frykman          | 1º dicembre 1891 (20 anni)  |       | Djurgården     |
|    | C    | Karl Gustafsson         | 16 settembre 1888 (23 anni) |       | Köpings IS     |
|    | C    | Oscar Gustafsson        | 25 settembre 1889 (22 anni) |       | Johanneshov    |
|    | C    | Knut Nilsson            | 22 marzo 1887 (25 anni)     |       | AIK            |
|    | C    | Gustav Sandberg         | 29 febbraio 1888 (24 anni)  |       | Örgryte        |
|    | C    | Ragnar Wicksell         | 26 settembre 1892 (19 anni) |       | Djurgården     |
|    | A    | Karl Ansén              | 26 luglio 1887 (24 anni)    |       | AIK            |
|    | A    | Erik Börjesson          | 1º dicembre 1888 (23 anni)  |       | Jonsereds IF   |
|    | A    | Erik Dahlström          | 26 giugno 1894 (18 anni)    |       | IFK Eskilstuna |
|    | A    | Helge Ekroth            | 26 febbraio 1892 (20 anni)  |       | AIK            |
|    | A    | Einar Halling-Johansson | 14 ottobre 1893 (18 anni)   |       | Örgryte        |
|    | A    | Herman Myhrberg         | 29 dicembre 1889 (22 anni)  |       | Örgryte        |
|    | A    | Ivar Swensson           | 7 novembre 1893 (18 anni)   |       | IFK Norrköping |

## Ungheria
Allenatore:  Ede Herczog
| N. | Pos. | Giocatore       | Data nascita (età)         | Pres. | Squadra          |
| -- | ---- | --------------- | -------------------------- | ----- | ---------------- |
|    | P    | László Domonkos | 10 ottobre 1887 (24 anni)  |       | MTK Budapest     |
|    | P    | Károly Zsák     | 30 agosto 1895 (16 anni)   |       | 33 FC            |
|    | D    | Sándor Bródy    | 7 giugno 1884 (28 anni)    |       | Ferencváros      |
|    | D    | Imre Payer      | 1º giugno 1888 (24 anni)   |       | Ferencváros      |
|    | D    | Béla Révész     | 8 febbraio 1887 (25 anni)  |       | MTK Budapest     |
|    | D    | Gyula Rumbold   | 6 dicembre 1887 (24 anni)  |       | Ferencváros      |
|    | C    | Gyula Bíró      | 10 maggio 1890 (22 anni)   |       | MTK Budapest     |
|    | C    | Zoltán Blum     | 3 gennaio 1892 (20 anni)   |       | Ferencváros      |
|    | C    | György Hlavay   | 4 gennaio 1888 (24 anni)   |       | Nemzeti Budapest |
|    | C    | Jenő Károly     | 15 gennaio 1886 (26 anni)  |       | Budapesti AK     |
|    | C    | Kálmán Szury    | 4 febbraio 1889 (23 anni)  |       | Budapesti AK     |
|    | C    | Antal Vágó      | 9 agosto 1891 (20 anni)    |       | MTK Budapest     |
|    | A    | Sándor Bodnár   | 16 giugno 1890 (22 anni)   |       | Magyar AC        |
|    | A    | Gáspár Borbás   | 26 luglio 1884 (27 anni)   |       | Ferencváros      |
|    | A    | Miklós Fekete   | 10 febbraio 1892 (20 anni) |       | Terezvaros       |
|    | A    | Vilmos Kertész  | 21 marzo 1890 (22 anni)    |       | MTK Budapest     |
|    | A    | Mihály Pataki   | 7 dicembre 1893 (18 anni)  |       | Ferencváros      |
|    | A    | Béla Sebestyén  | 23 gennaio 1885 (27 anni)  |       | MTK Budapest     |
|    | A    | Imre Schlosser  | 11 ottobre 1889 (22 anni)  |       | Ferencváros      |
|    | A    | István Tóth     | 28 luglio 1891 (20 anni)   |       | Nemzeti Budapest |
|    | A    | Károly Koródy   | 21 ottobre 1887 (24 anni)  |       | Ferencváros      |

## Fonti
- FIFA, su fifa.com. URL consultato il 5 ottobre 2013 (archiviato dall'url originale il 13 settembre 2016).
- RSSSF, su rsssf.com.
- LinguaSport.com.